# Баштина (социологија)
Баштина (у српском језику наслеђе) у социолошком смислу је право које пресудно почива на римској грађанској институцији патримонијуму (лат. patrimoniuma), или праву наслеђивања и обавези очувања и продужења наследних обавеза.

## Синоними
Старина — тековина — тестамент — легат — нашљеђе — оставина — наслеђење — дар — насљеђевина — завештај — поклон — заоставштина — последња воља/жеља — аманет — наслеђе — опорука — завештање — наслеђевина — запис — воља — ћаћевина — посмртнина — очевина — дедовина — задужбина — бабалук — оставштина.

## Опште поставке
„Постоје одређене ствари из прошлости које морамо да сачувамо како бисмо знали одакле смо дошли и да на основу њих добијемо идеје куда идемо.“

Марвин Шнајдер
Право и обавеза баштинара јесте, заправо, формула одржања општег добра: онај ко наслеђује својим имањем увећава или одржава у богатству опште имање; преношењем имања увећава се наследниково, а одступа, патримонијумски спокојно, од свог титуларног учешћа у општем добру. На основу овога кажемо да је баштина ресурс, релч која је термин из економске теорије који покрива и стандард живота, што је још увек економска категорија, али и образовање и културу (додуше, и њих у смислу економичности и исплативости).
Лако се види да економска теорија признаје као доктрину доброг газдовања или организације живота у једној заједници, која обезбеђује њено одржање. Наравно да се историјско значење овог термина, јасно однсои на мање заједнице (манастирске заједнице, градови – чак и када су биле државице) које су као главни општи задатак имале заштиту и одржање помоћу сопствених ресурса (илустративни су тренуци опсада непријатеља), те њихова доктрина мора да спада у драгоцено наслеђе (баштину).

## Одрживост баштине
У савременој социологији баштина је повезана са економском теоријом која се може применити и на образовање и културу, које коштају, а исплативи су онолико колико доприносе економском развоју.
Ако је доктрина одрживости наслеђена (и то као драгоценост), значи да је неко инвестирао у њено памћење и тада ће се ценити као сопствени ресурс. Наравно, има и сутација када сопствену доктрину уопште не схватамо као ресурс (или је не познајемо довољно), па се међу донираним стварима не сналазимо, и немамо поредбену меру сопственог и другог искуства, па тиме превлада линија мањег отпора под формулом: „даровном се коњу зуби не гледају”.